# Apple A6
Apple A6 — двоядерний 32-бітний ARM-процесор компанії Apple із серії Apple Ax. Працює на частоті до 1,3 ГГц. Вважається, що в ньому Apple вперше використала процесорне ядро повністю власної розробки, а не ліцензований ІС блок із серії Cortex-A компанії ARM.

## Опис
За неофіційними даними, виробляється за 32-нм HKMG технологічним процесом на фабриці компанії Samsung Electronics.
Процесор A6 містить два основних ядра імовірно з власної мікроархітектури, розробленої компанією Apple, в якій використані як елементи архітектури ARM Cortex-A9, так і елементи більш нової архітектури Cortex-A15.
В системі на кристалі Apple A6 використовується 3-ядерний графічний співпроцесор PowerVR моделі SGX543MP3, розроблений компанією Imagination Technologies. За даними anandtech, використовується триядерний прискорювач SGX 543MP3 на частоті 266 МГц, з продуктивністю близько 25,5 Гфлопс (12 SIMD пристроїв USSE2, по 4 FMA для single precision в кожному).

## Історія
За інформацією аналітика Linley Gwennap, в розробці процесора брали участь інженери з компанії P.A. Semi, яка була придбана Apple за 278 мільйонів доларів США в квітні 2008 року. Незабаром після покупки Apple таємно підписала з компанією ARM Holdings угоду, що дозволяє розробляти власні мікропроцесори з архітектурою ARM. Розробка мікроархітектури процесора A6 була завершена на початку 2010 року, після чого почався етап фізичного дизайну. На цьому етапі, ймовірно, були залучені досвідчені інженери з компанії Intrinsity, придбаної Apple в квітні 2010 року приблизно за 120 мільйонів доларів.
Загальні витрати на розробку A6 оцінюються Linley в суму близько 100 мільйонів доларів, не враховуючи 400 мільйонів, витрачених на покупку PA Semi і Intrinsity, і десятків мільйонів доларів за ліцензію на виробництво власних ARM процесорів.

## Продуктивність
За заявою компанії Apple продуктивність Apple A6 вдвічі вища за продуктивність чипів попереднього покоління A5, а також новий процесор має вдвічі потужніше інтегроване відеоядро, і при цьому його габарити зменшені на 22 %.
16 вересня 2012 року були опубліковані результати тесту geekbench 2 процесора A6. Загальний результат дорівнює 1601, для порівняння, у iPhone 4S (Apple A5, 800 МГц) він дорівнював 629, у iPad 3 (Apple A5X, 1 ГГц) — 766. За даними тесту, в процесорі встановлений кеш L1 для інструкцій і даних 32 кБ і кеш L2 розміром 1 МБ.

## Використання
Процесор Apple A6 використовується виключно у iPhone. Ані в iPod Touch, ані в iPad або Apple TV він не застосовується.
- iPhone 5 — з вересня 2012 по вересень 2013
- iPhone 5C — з вересня 2013 по вересень 2015